# Toms (Unternehmen)

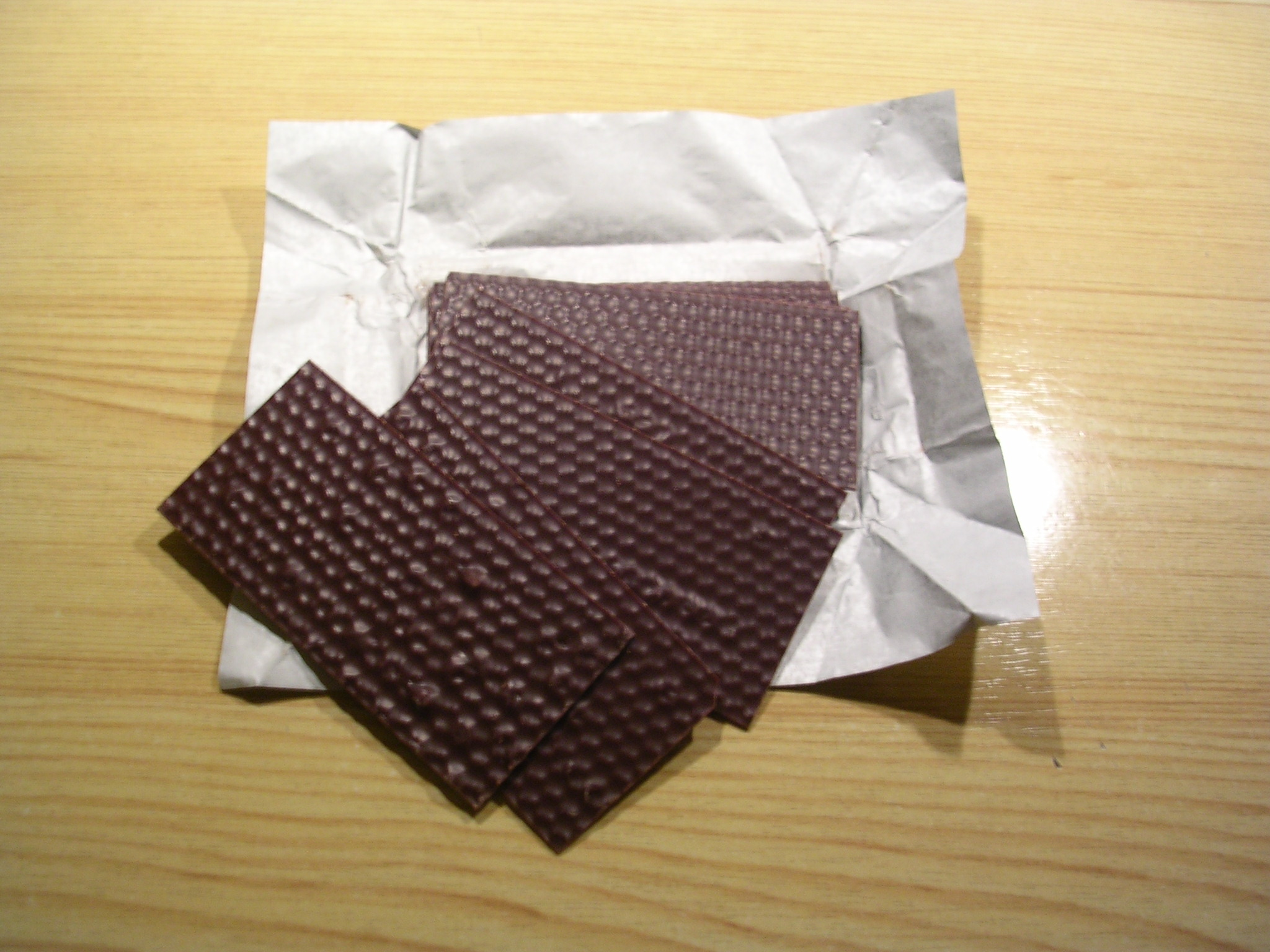
Pålægschokolade von Toms

Die Toms Gruppen A/S ist der größte dänische Hersteller von Süßwaren mit Sitz in Ballerup bei Kopenhagen. 

## Geschichte
Toms wurde 1924 von den Apothekern Hans Trojel und Victor Hans Meyer in Kopenhagen gegründet. Der Name leitet sich von den Anfangsbuchstaben ihrer Familiennamen (Trojel und Meyer, dänisch Trojel og Meyer) ab. 1925 wurde eine eigene Produktion aufgenommen. Das Sortiment umfasste zunächst Bonbons, Karamell und Kaugummi, später kam auch Schokolade hinzu.
1942 wurde Toms von dem Unternehmer Victor B. Strand übernommen. 1954 begann der Aufbau der Toms-Gruppe durch die Übernahme des Süßwarenherstellers Anthon Berg. Weitere Erwerbungen waren u. a. Pingvin Lakritz im Jahr 1962, Galle & Jessen 1971 und die schwedische Webes 2002.
Im April 2012 wurde der Bremer Süßwarenhersteller Hachez einschließlich der Marke Feodora übernommen. Nachdem Toms 2019 zuerst die Produktion von Hachez und Feodora nach Polen verlagerte, wurde 2023 bekannt, dass die beiden Marken ab 2024 über einen nationalen Distributeur verkauft werden sollen. Das eigene Vertriebsbüro in Bremen werde dann geschlossen.

## Produkte
Das Sortiment von Toms umfasst in erster Linie Schokolade in Form von Pralinen, Tafeln, Schokoriegeln (darunter der in Dänemark sehr beliebte Yankie Bar) und Pålægschokolade. Außerdem werden zahlreiche Produkte unter anderen Markennamen angeboten, darunter Anthon Berg (Schokolade, Marzipan), Nellie Dellies (Weingummi und Lakritz), Pingvin (Lakritz), Ga-Jol (Lakritz und Kaugummi) und Spunk (Lakritz).

## Sonstiges
Die 1962 bezogenen Fabrik- und Verwaltungsgebäude in Ballerup wurden von dem bekannten Architekten und Designer Arne Jacobsen entworfen. Die mehrfach erweiterte Fabrik ist mit einer Produktion von ca. 15.000 Tonnen pro Jahr Dänemarks größte Schokoladenfabrik.